# CrimethInc.

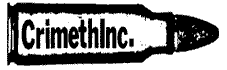
Eines der vielen Logos von CrimethInc.: eine Gewehrpatrone im Stencil-Stil

CrimethInc, das auch unter den Bezeichnungen CWC („CrimethInc. ex-Workers' Collective“) und Crimethinc auftritt, ist ein dezentral organisiertes loses Kollektiv mit Wurzeln in der Hardcore- und Anarcho-Punk-Szene Nordamerikas sowie Aktivistengruppen um die Earth-First!-, Reclaim-the-Streets-, Food-not-bombs- und Critical-Mass-Bewegungen. Es ist stark von Anarchismus, Situationismus und Poststrukturalismus beeinflusst. CrimethInc. ist sowohl antikapitalistisch als auch antiautoritär und versucht in Aktionen und Publikationen Kultur, Politik, das Leben, Arbeit und emanzipatorische Wege kritisch zu hinterfragen. CrimethInc. ist hauptsächlich in Nordamerika aktiv.

## Überblick

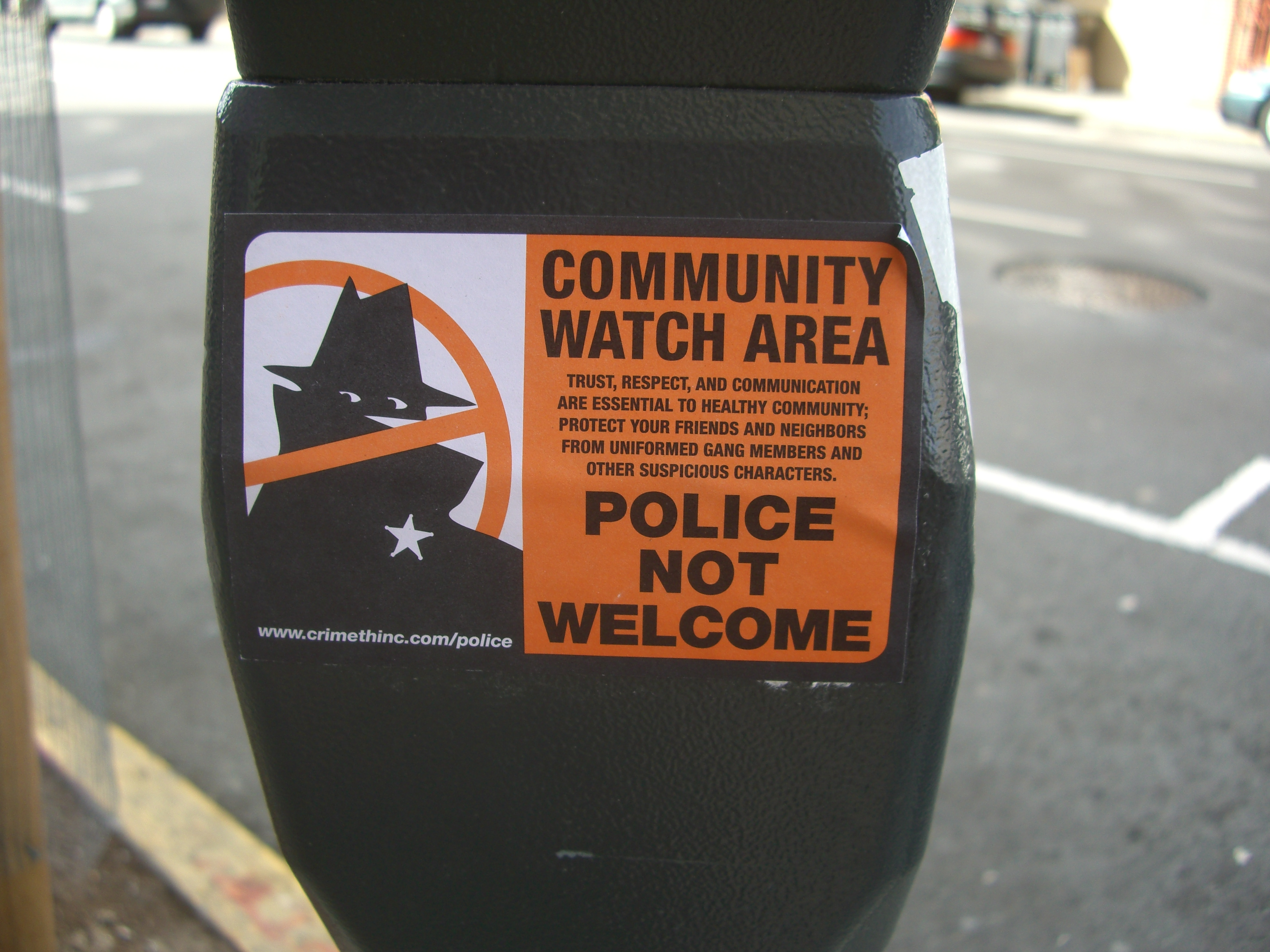
Aufkleber von CrimethInc. Übersetzung: Gemeindeaufsichtsgebiet. Vertrauen, Respekt und Kommunikation sind essentiell für gesunde Gemeinschaften. Beschütze deine Freunde und Nachbarn vor uniformierten Bandenmitgliedern und anderen verdächtigen Elementen. Polizei nicht willkommen.

Die Bezeichnung Crimethinc wurde dem Buch „1984“ von George Orwell entnommen, in dem Menschen für Gedankenverbrechen (engl. Crimethinks) verfolgt und verurteilt werden. Die Gruppe tauchte Mitte der 1990er Jahre erstmals auf, wo sie als Inside Front (innere Front) auftrat. 1996 begann sie mit der Tätigkeit als Kollektiv und hat seitdem weitverbreitete Propaganda für den Anarchismus publiziert.
Das Kollektiv vertritt die Konzepte der Affinity Groups, sozialen und politischen Gruppen von 3 bis 20 Personen, und der Folk Anarchy (dt. etwa bodenständige oder volkstümliche Anarchie). Die einzelnen Zellen arbeiten nicht nur als politische Gruppen, sondern veröffentlichen auch Bücher und CDs und eine Vielzahl von Fanzine-ähnlichen Magazinen (Zines), Plakaten und anderen Werken. Das Zine-Pamphlet „Fighting for Our Lives“, das kostenlos vertrieben und verteilt wurde, hat nach eigenen Angaben eine Auflage von 500.000 Exemplaren erreicht. Weitere bekannte Bücher sind Days of War, Nights of Love: CrimethInc. for Beginners (2001), eine Sammlung politischer Bekenntnisse und Recipes for Desaster: An Anarchist Cookbook (2004) mit vielen D.I.Y.-Einträgen wie „How to Make a Bicycle into a Record Player“ (Ein Fahrrad zu einem Plattenspieler machen), Graffiti- und Siebdruckanleitungen und Vorschlägen zur Ausführung von Blockaden und Performances, Bildung von Affinity Groups und Hilfestellungen zu sozialen und rechtlichen Fragen. Die Autoren treten ausschließlich unter Pseudonymen auf und ihre Identität wird aus Respekt vor ihrer Anonymität nicht in den Publikationen erwähnt, was für die Mitglieder eine der wichtigsten Prinzipien darstellt.
Außer der Ablehnung von Staat und Kapitalismus wie beim klassischen Anarchismus geht das Konzept CrimethInc.s an einigen Punkten weiter. Das Kollektiv unterstützt die Straight-Edge-Lebensweise, den Veganismus, die totale Auflösung von Geschlechterrollen und propagiert Aufruhr gegen den Staat, die Umwandlung des üblicherweise vorgegebenen Lebens in eine Serie von Momenten und übt Kritik der Arbeit und fordert die Arbeitsverweigerung.
CrimethInc. hat in den USA mehrere erfolgreiche politische Kampagnen und Direkte Aktionen gestartet, etwa gegen Wahlen und zur Unterstützung des UNA-Bombers. Etwa 14 Bands rechnen sich dem Kollektiv zu.
Über die genaue Anzahl von Mitgliedern ist nichts bekannt. Auf die Frage nach der Anzahl der Aktiven wurde im „Ten Year Report“ geäußert: „Im Laufe der letzten zehn Jahre war CrimethInc. manchmal buchstäblich nur eine Person … und dann wieder ein Netzwerk von Tausenden.“ Jeder kann im Namen der Organisation publizieren oder das Logo verwenden. Jedes Mitglied und jede Gruppe operiert individualistisch.
Die Publikationen CrimethInc.s sind in einer leicht verständlichen, wenig theorielastigen Sprache geschrieben und sind in Kreisen populär, die über die anarchistische und aktivistische Bewegung hinausgehen. Dabei bleiben CrimethInc. im anarchistischen Diskurs und grenzen sich nur verbal vom traditionellen Anarchismus ab. Einige Texte bieten scharfe politische Analysen der gegenwärtigen politischen Szene. Im Gegensatz zu einem Großteil der linksradikalen US-amerikanischen Publikationslandschaft verzichtet CrimethInc. auf polemische Ausfälle anderen Gruppen gegenüber und kommt damit dem eigenen Bekenntnis entgegen, dass „CrimethInc. existiert, um einen Kampf gegen den Kapitalismus bis zu dessen Tode zu führen, nicht um sich in Scharmützeln mit anderen radikalen Gruppen zu verfangen.“

## Convergences
Seit Sommer 2002 trifft sich CrimethInc. jährlich zu Kongressen, die sie als Convergences bezeichnen. Eingeladen sind alle Personen, die kommen wollen. Üblicherweise werden Workshops von wandernden Theatergruppen, Musikern, Direct Action-Aktivisten und mutualistischer Gruppen angeboten. Diese über einige Tage dauernden Treffen in den Zeitungen rezipiert, initiieren Aktionen wie Reclaim the Streets und Critical Mass Events und stellen einen Katalysator für viele andere Aktivitäten dar.
Die Convergence in Athens (Ohio) veranstaltete ein spontanes Straßenfest, das zu mehreren Verhaftungen wegen geringer Vergehen führte. Die Athens News charakterisierte die Treffen als „eine Art Networking mit Möglichkeiten für Möchtegernradikale, Freidenker, Levellers, Technikfeinde und andere Unzufriedene.“ Es ist üblich, dass alle Mitwirkenden bei diesen Zusammenkünften etwas beitragen; Essen und Ausrüstung zum Teilen mitbringen oder anderes Material zur Verfügung stellen, etwa um einem Gefangenen zu schreiben, oder eine Diskussionsgruppe moderieren. Die Convergences haben zumeist Festivalcharacter.
Matthew Power von Harper’s Magazine beschrieb die solche Zusammenkunft in Winona (Minnesota) mit folgenden Worten:

„Hunderte junger Anarchisten kamen aus dem ganzen Land per Schwarzfahren und Trampen um das jährliche Ereignis, das als CrimethInc Convergence bekannt ist, zu besuchen. … Schmutzig und wild hockten die CrimethInc.-Kids in kleinen Gruppen auf einer Lichtung … sie verbrachten mehrere Tage mit selbstorganisierten Workshops, Seminaren und Diskussionen, die Themen reichten vom Mutualismus des anarchistischen Philosophen Pierre-Joseph Proudhon aus dem 19. Jahrhundert über praktische Lockpicking-Einführungen zu einem Kurs über das Herstellen von Damenbinden. Die Anhänger von CrimethInc. waren zusammengekommen, um ihre eigenen Leben als Lösung zu leben. Sie sahen die „Revolution“ nicht als Endprodukt, sondern als kontinuierlichen Prozess, sie wollten nicht nur die Zerstörung des kapitalistischen Systems, sondern etwas Lebenswertes an seine Stelle setzen.“

Diese Convergences wurden von verschiedenen Gruppen innerhalb des Kollektivs von der lokalen Basis organisiert. Jedes Jahr gab es verschiedene Grundsätze, die von den lokalen Aktivisten vorgegeben wurden, üblicherweise bezogen diese sich auf Nüchternheit und Abstinenz und waren konsensbasierte Räume ohne jede finanzielle Transaktionen. Die einzige klare Regel war „Keine Polizeiinformanten“, eine Regel, die zumindest zweimal vom FBI 2004 in Des Moines, 2005 in Bloomington (Indiana) und 2008 ignoriert wurde. Dort gesammelte Informationen wurden beim Verfahren gegen Eric McDavid und seine Gefährten genutzt.
2010 ersetzte CrimethInc. mit einer We Are Everywhere bezeichneten Kampagne landesweiter Tourneen und Veranstaltungen die traditionelle Convergence. 2015 tourte CrimethInc. unter dem Motto To Change Everything (alles ändern) zwei Monate durch die Vereinigten Staaten.

## Kritik
In einem Aufsatz unter dem Namen „Rethinking Crimethinc. – Your politics are bourgeois as fuck“ wurde im September 2006 auf dem platformistischen „Anarkismo-Net“ eine Kritik an Crimethinc veröffentlicht. Die wichtigsten Punkte sind durch Ablehnung von Massenorganisationen einhergehende Verhinderung politischer Schlagkraft sowie Glorifizierung des Aussteigens („dropping out“). Dies stelle keine emanzipative Politik dar, sondern kontraproduktive Entfremdung („alienation“) innerhalb der bestehenden Verhältnisse.
Unter dem Titel „Von Verbalradikalinskis und Dinosauriern. Jenseits von Chomsky, Biehl und Bookchin: Subkultureller US-Anarchismus“ veröffentlichte die Monatszeitung Graswurzelrevolution im Oktober 2006 eine scharfe Kritik am von Crimethinc herausgegebenen Buch „DIY. Von Anarchie und Dinosauriern“:
„In den 1980er und 90er Jahren gab es viele Feministinnen, die glaubten, dass der militärische Apparat 'humaner' und die Gesellschaft emanzipatorischer würde, wenn erst genügend Frauen Teil des Militärs seien. Heute wissen wir: Alice Schwarzers erfolgreiche „Frauen zum Bund“-Kampagne hat nicht zur Emanzipation der Frau geführt, sondern dem Militär lediglich neue Mordfachkräfte weiblichen Geschlechts zugeführt.(…) Damals sträubten sich bei den libertären AntimilitaristInnen die Nackenhaare. Heute dürfte den meisten Libertären klar sein, dass der Marsch durch die militärischen Institutionen aus Linken Befehlsempfänger, aber keine Revolutionäre macht. (…) Es gibt heute Junganarchos, die ihren Altersgenossen folgendes empfehlen: 'Wenn wir wirklich den Anspruch haben, mit den verschiedensten Methoden und Taktiken zu agieren, dann sollten wir beim nächsten Mal, wenn der Staat wieder einen Krieg beginnt, die Möglichkeit in Erwägung ziehen, in die Armee einzutreten, anstatt ein Peace-Zeichen zu tragen oder eine Infoveranstaltung zu machen.'“
Im Buch würden, so der Rezensent Bernd Drücke in der GWR 312, widersprüchliche Parolen und Plattitüden, aneinandergereiht, die „ein ums andere Mal aufheulen lassen“. Drücke zitiert aus dem DIY-Buch: „Viele PazifistInnen argumentieren, dass man doch nicht zum Militär gehen solle, aber es gab auch AktivistInnen, die den Mut hatten, ihre Ideale innerhalb der Armee, also unter den Armeeangehörigen, zu verbreiten und die auch couragiert genug waren, einem Offizier in den Kopf zu schießen. Das war mindestens genauso effektiv wie eine weitere Friedensdemonstration in Washington, D.C.“
Solche Sätze seien eine Verherrlichung von Mord und diese „lässig daherkommende Menschenverachtung“ sei abstoßend. „Solch inhumanes Denken hat nichts mit Anarchie zu tun!“, so Drücke.

## Bücher
Englisch

CrimethInc.-Logo für Publikationen: ein Ruderboot mit Insassen

- Days of war, nights of love. Crimethink for beginners. CrimethInc., Atlanta 2011, ISBN 978-0-9709101-0-3.
- Off the Map (2003)
- Stone Hotel – Gedichte aus dem Gefängnis von Raegan Butcher (2003)
- Rusty String Quartet – Gedichte von Raegan Butcher nach seiner Entlassung (2005)
- Anarchy in the Age of Dinosaurs – von der Crimethinc nahen Curious George Brigade
- Fire & Lightning – IvoryBell
- In Search of the World: A Traveller's Almanac – IvoryBell
- Recipes for disaster. An anarchist cookbook. A moveable feast. CrimethInc., Salem (Oregon) 2012, ISBN 978-0-9709101-8-9.
- Curious George Brigade, Crimethinc, Co-Conspirators DIY Anarchy and Dinosaurous
- Expect Resistance. a crimethink field manual. CrimethInc., Salem (Oregon) 2008, ISBN 978-0-9709101-6-5.

Deutsch
- Curious George Brigade, Crimethinc, Co-Conspirators: DIY Von Anarchie und Dinosauriern Unrast Verlag 2006. ISBN 3-89771-444-2
- CrimethInc.: Message in a Bottle – Communiqués 1996–2011 Übersetzung aus dem Amerikanischen & hrsg. von der bm-crew Unrast Verlag 2012 ISBN 978-3-89771-519-6
- CrimethInc.: Work. Kapitalismus – Wirtschaft – Widerstand – Unrast Verlag, 2014. ISBN 3-89771-542-2
- CrimethInc.: Writings on the Wall – Communiqués 2012–2020 Übersetzung aus dem amerikanischen Englisch von der bm-crew Unrast Verlag 2020 ISBN 978-3-89771-284-3

## Zeitschriften und Flugschriften
- Rolling Thunder
- Fighting For Our Lives
- Harbinger
- DIY Guide 1&2
- The Walls Are Alive
- A Civilian's Guide to Direct Action
- The Ex-Worker
- Crimethinc Worker Bulletin 47 & 74
- Inside Front
- Hunter/Gatherer

## Filme
CrimethInc. vertreibt Dokumentationen wie Breaking the Spell (gegen Freihandel) und PickAxe (gegen Waldrodung).